# Parroquia Tayuza
La Cabecera Parroquial Tayuza, más conocida como Parroquia Tayuza. es una población cuyos primeros pobladores procedieron de la Provincia de Azuay constituyéndose en Parroquia el 21 de junio de 1972

## Ubicación
Se encuentra ubicada al centro-norte del Cantón Santiago de Méndez, en la parte central de la provincia de Morona Santiago, Amazonia Ecuatoriana. Limita: al norte con la Parroquia de Chinimbimi, al sur con la Parroquia de Méndez, al oeste con la provincia de Cañar y al este con las Parroquias de Chinimbimi y Patuca.

## Historia
Antes de la llegada de los colonizadores oriundos de la Provincia de Azuay, Tayuza estuvo habitada por el pueblo shuar desde hacía siglos. Al encontrarse en una zona de alta pluviosidad su vegetación es exuberante y se mantiene verde durante todo el año.

## Ambiente
Entre los productos vegetales que más se encuentran están: plátano, yuca, cafe, cacao, caña de azúcar, maderas finas, etc. Su fauna está representada por las especies de la típica jungla subtropical y subandina: tigrillos, guantas, guatuzas, armadillos, cusumbos, una gran variedad de aves, insectos, anfibios y reptiles. Uno de sus mayores atractivos son las playas del río Upano, las cuales atraen a los locales por su belleza y el bienestar de sus aguas. También son muy conocidas las Cuevas de Tayuza, las cuales albergan una gran cantidad de organismos propios de estas hábitats.